# 放射エネルギー
放射エネルギー（ほうしゃえねるぎー、英語: radiant energy）とは、あるエネルギーの発生源から自由空間に移動するエネルギーまたはその量のことである。

## 定義
放射エネルギーは、発生源から自由空間に移動するエネルギーのことで、物理量の1つである。SI単位はジュール(J)。自由空間のある面を通過する単位時間あたりの放射エネルギーを放射束という。エネルギー保存の法則により、エネルギー発生源（放射源）を囲う面を通り抜ける全放射束はエネルギー発生源が失う単位時間あたりのエネルギー（仕事率）と等しくなる。エネルギーの放射であれば何でも放射エネルギーの概念を適用できる。電磁波、音波、物質波などがこれにあたる。

## 線量
アルファ線・ベータ線・ガンマ線などの放射線の放射エネルギーのうち
生体の分子などに吸収されるエネルギーの総和を吸収線量と呼ぶ。
さらに、吸収線量の人体への影響を放射線の種類ごとに重み付けをした線量は単位シーベルト(Sv)で現される。

## 放射量の国際単位系
| 物理量         | SI単位                             | 記号    | 備考                     |
| -------------- | ---------------------------------- | ------- | ------------------------ |
| 放射エネルギー | ジュール                           | J       | 光における光度エネルギー |
| 放射束         | ワット                             | W       | 光における光束           |
| 放射強度       | ワット毎ステラジアン               | W/sr    | 光における光度           |
| 放射輝度       | ワット毎ステラジアン毎平方メートル | W/sr/m2 | 光における輝度           |
| 放射照度       | ワット毎平方メートル               | W/m2    | 光における照度           |
| 放射発散度     | ワット毎平方メートル               | W/m2    | 光における光束発散度     |
| 分光放射輝度   | ワット毎ステラジアン毎立方メートル | W/sr/m3 |                          |
| 分光放射照度   | ワット毎立方メートル               | W/m3    |                          |